# 佐藤洋人
佐藤 洋人（さとう ひろと）は、日本の合唱指揮者。

## 人物
東京藝術大学音楽学部声楽科卒業。これまでに指揮法を森垣桂一、今村能、声楽を青木美稚子に師事。大学在学時より栗山文昭のもとで合唱音楽について研鑽を積む。World Youth Choir 2009日本代表メンバーに選出され、欧州各国でのセッション及びコンサートに出演。Tokyo Cantat 2012「第3回若い指揮者のための合唱指揮コンクール」第1位及びノルウェー奨学賞を受賞。2013年オーストリア・ノルウェーに短期留学し、各地の指揮講習会やノルウェー王立音楽院合唱指揮科で研鑽を積むとともに、Arnold Shönberg Chorのメンバーとしてザルツブルク音楽祭などに出演。
現在、武蔵野合唱団、Youth Choir Aldebaran、フレーベル少年合唱団、千葉大学合唱団、宇都宮大学混声合唱団他、多数の団体で指揮者を務める。21世紀の合唱を考える会 合唱人集団「音楽樹」幹事。